# Maurelio di Voghenza
Maurelio (Edessa, ... – Edessa, 7 maggio 644) fu un sacerdote siro, divenuto poi vescovo della sede vescovile di Voghenza quando ancora Ferrara non esisteva se non come fortificazione militare. Viene venerato come santo dalla Chiesa cattolica.

## Biografia

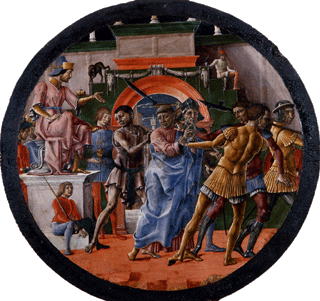
Cosmè Tura, Giudizio di san Maurelio (1480 circa)

Poche sono le informazioni, relative a Maurelio, giunte fino ai nostri giorni. Una fonte antica è costituita dallo scritto in lingua latina, Legendario e vita et miracoli di Santo Maurelio, del 1489. Questa sostiene che Maurelio sarebbe stato uno dei figli del re Teobaldo di Mesopotamia. Al compimento del suo diciottesimo compleanno gli nacquero due fratelli, Ippolito e Rivallo. Raggiunta l'età di trent'anni, egli rivelò al padre pagano, la sua fede in Gesù Cristo chiedendogli di consentirgli di seguire i suoi insegnamenti. Ne ebbe un netto rifiuto e fu quindi costretto ad occuparsi di questioni politiche relative ai suoi obblighi di erede al trono.
Con la morte del padre gli succedette come re di Edessa, ma per amore verso Dio, rinunciò poco dopo, al trono in favore del fratello Ippolito ed iniziò un cammino di preparazione spirituale sotto la guida di Teofilo vescovo di Smirne, che lo condusse al sacerdozio. Fu consacrato sacerdote dallo stesso Teofilo.
Questi lo autorizzò ad aprire un contraddittorio con l'eretico Severino, che non aderì all'invito, e pertanto Maurelio venne inviato a Roma dal papa Giovanni IV per esporre la situazione che era venuta a crearsi per via dell'eterodosso, e a chiedere lumi circa i modi con cui controbatterlo.

Durante il viaggio verso Roma avrebbe avuto la visione di un angelo che gli avrebbe rivelato della morte di Severino. Maurelio decise di ritornare a Smirne ma non gli fu possibile perché una tempesta respinse la sua nave verso il porto di Ostia. Giunto nelle vicinanze di Roma avrebbe deciso di visitare la Basilica di San Pietro per ricevere la benedizione del papa. Mentre era in udienza dal papa alcuni pellegrini, arrivati dalla sede vescovile di Voghenza, avrebbero chiesto la nomina di un successore del loro vescovo Oldrado, che era morto da poco.
Papa Giovanni IV in quel momento avrebbe avuto una visione di san Giorgio che gli diceva di nominare Maurelio vescovo di Voghenza.
Maurelio accettò, andò a Voghenza dove celebrò la sua prima messa da vescovo. Durante la celebrazione sarebbe apparsa una mano benedicente e si sarebbero udite parole che elogiavano la sua scelta di rinunciare ad onori terreni per abbracciare la fede di Cristo.
Maurelio sarebbe stato protagonista di un altro evento prodigioso quando avrebbe guarito una ragazza cieca e una nuova visione gli avrebbe predetto una serie di gravi sofferenze alle quali sarebbe andato incontro.
A questo punto la tradizione e le fonti non sono più concordi. Per il Legendario giunsero emissari da Edessa per annunciargli che il fratello Ippolito era stato ucciso dall'altro fratello Rivallo, che nel frattempo aveva fatto abiura dal Cristianesimo. Maurelio si sarebbe recato quindi a Edessa dove Rivallo lo fece arrestare e mettere a morte, dopo averlo torturato, il 7 maggio 644.

Secondo altre fonti meno leggendarie invece Maurelio sarebbe stato vittima della lotta tra esarcato di Ravenna e Chiesa di Roma per il controllo dei territori sotto dominio bizantino. Il vescovo, che si era dichiarato fedele alla chiesa di Roma, sarebbe stato così martirizzato, ed in seguito dichiarato santo.

## Culto
Nel 1106 l'imperatore Enrico V di Franconia, dopo aver riferito una visione del santo, fece traslare le sue spoglie nella basilica di San Giorgio fuori le mura a Ferrara.
La traslazione della salma portò a una più intensa venerazione della sua santità e nel 1463 venne indicato come patrono di Ferrara. L'evento diede avvio ad un importante interesse artistico che vide Maurelio raffigurato in numerose opere d'arte, tra queste il dipinto Cattura e decapitazione di S. Maurelio di Cosmè Tura, dipinto nel 1470 per l'altare dedicato al vescovo nella chiesa di San Giorgio e conservato nella pinacoteca nazionale di Ferrara.
Le sue reliquie riposano nella basilica di San Giorgio fuori le mura, la cattedrale di Ferrara sino alla costruzione del nuovo duomo nel XII secolo.